# Nessia
Genre
Nessia est un genre de sauriens de la famille des Scincidae.

## Répartition
Les espèces de ce genre sont endémiques du Sri Lanka.

## Liste des espèces
Selon The Reptile Database (9 novembre 2017) :
- Nessia bipes Smith, 1935
- Nessia burtonii Gray, 1839
- Nessia deraniyagalai Taylor, 1950
- Nessia didactyla (Deraniyagala, 1934)
- Nessia gansi Batuwita & Edirisinghe, 2017
- Nessia hickanala Deraniyagala, 1940
- Nessia layardi (Kelaart, 1853)
- Nessia monodactyla (Gray, 1839)
- Nessia sarasinorum (Müller, 1889)

## Publication originale
- Gray, 1839 "1838" : Catalogue of the slender-tongued saurians, with descriptions of many new genera and species. Annals and Magazine of Natural History, ser. 1, vol. 2, p. 331-337 (texte intégral).